# Telmatobius ignavus
Telmatobius ignavus là một loài ếch thuộc họ Leptodactylidae.
Đây là loài đặc hữu của Peru.
Môi trường sống tự nhiên của chúng là vùng núi ẩm nhiệt đới hoặc cận nhiệt đới, sông ngòi, vùng đồng cỏ, vườn nông thôn, và rừng trước đây suy thoái nghiêm trọng.
Chúng hiện đang bị đe dọa vì mất môi trường sống.